# Carl Hasse
Johannes Carl Franz Hasse (* 17. Oktober 1841 in Tönning; † 30. Juni 1922 in Buchwald, Riesengebirge) war ein deutscher Mediziner, Anatom und Kunsthistoriker.

## Leben
Carl Hasse studierte unter Jakob Henle an der Georg-August-Universität in Göttingen und unter Victor Hensen an der Christian-Albrechts-Universität zu Kiel Medizin und wurde 1866 in Kiel mit seiner Dissertation De cochlea avium zum Dr. med. promoviert.
Nach dem Studium wirkte er ab 1867 als Prosektor bei Albert von Koelliker an der Julius-Maximilians-Universität in Würzburg, wurde 1873 als Nachfolger von Hans Karl Barkow ordentlicher Professor für Anatomie an der Königlichen Universität zu Breslau und über vierzig Jahre später 1916 in Breslau emeritiert. Er wurde zum Geheimen Medizinalrat ernannt.
Neben seinen zahlreichen anatomischen hat Carl Hasse während dieser Zeit auch mehrere kunsthistorische Schriften verfasst.
Carl Hasse begründete die Familie der Wieselhaie Hemigaleidae Hasse, 1879.
Johannes Carl Franz Hasse wurde am 11. Januar 1879 unter der Matrikel-Nr. 2211 in der Sektion Anatomie und Zoologie als Mitglied in die Kaiserliche Leopoldino-Carolinische Deutsche Akademie der Naturforscher aufgenommen.
Seine Tochter Oktavia war seit 1901 mit dem Psychiater und Neurologen Robert Eugen Gaupp verheiratet.

## Schriften (Auswahl)
als Anatom
- De cochlea avium. Dissertatio Inauguralis Medica, Kiel 1866 (Digitalisat)
- Das Gehörorgan der Frösche. Engelmann, Leipzig 1868 (Digitalisat)
- Die vergleichende Morphologie und Histologie des häutigen Gehörorganes der Wirbelthiere nebst Bemerkungen zur vergleichenden Physiologie. Engelmann, Leipzig 1873 (Digitalisat)
- Anatomische und palaeontologische Ergebnisse. I. Ueber den primären und sekundären Wirbel der ausgestorbenen Reptilien. II. Ueber die Verwandtschaft zwischen Haien und Rochen. Engelmann, Leipzig 1878 (Digitalisat)
- Das natürliche System der Elasmobranchier auf Grundlage des Baues und der Entwicklung ihrer Wirbelsäule. Fischer, Jena 1879 (Digitalisat)
- Morphologie und Heilkunde. Betrachtungen. 2. Auflage, Engelmann, Leipzig 1880 (Digitalisat)
- Beiträge zur allgemeinen Stammesgeschichte der Wirbelthiere. Fischer, Jena 1883 (Digitalisat)
- Die Mängel deutscher Universitätseinrichtungen und ihre Besserung. Fischer, Jena 1887 (Digitalisat)
- Hand-Atlas der sensiblen und motorischen Gebiete der Hirn- und Rückenmarksnerven zum Gebrauch für practische Ärzte und Studirende. Bergmann, Wiesbaden 1895 (Digitalisat)

als Kunsthistoriker
- Die Venus von Milo. Eine Untersuchung auf dem Gebiete der Plastik und ein Versuch zur Wiederherstellung der Statue. Fischer, Jena 1882 (Digitalisat)
- Roger van Brügge, der Meister von Flemalle. Heitz (Heitz & Mündel), Strassburg 1904 (Digitalisat)
- Roger van der Weyden und Roger van Brügge mit ihren Schulen. Heitz (Heitz & Mündel), Strassburg 1905 (Digitalisat)